# Едвин Ливерић
Едвин Ливерић (хрв. Edvin Liverić; Ријека, 20. новембар 1970) је хрватски позоришни, телевизијски и филмски глумац.

## Филмографија

### Телевизијске улоге
| Год.       | Назив              | Улога               |
| ---------- | ------------------ | ------------------- |
| 2005—2006. | Љубав у залеђу     | Ивица Каусарић      |
| 2007.      | Казалиште у кући   | Антонио             |
| 2007.      |                    |                     |
| 2007.      | Битанге и принцезе | инспектор           |
| 2007—2008. | Не дај се, Нина    | Алекс Краљ          |
| 2008.      | Понос Раткајевих   | италијански фашиста |
| 2014—2015. | Куд пукло да пукло | Оливер              |

### Филмске улоге
| Год.  | Назив                     | Улога                 |
| ----- | ------------------------- | --------------------- |
| 1997. | Загорје, дворци           |                       |
| 1999. |Bardo Thodol - Тибетанска књига мртвих |                       |
| 2003. | Свјетско чудовиште        |                       |
| 2003. | Коњаник                   |                       |
| 2004. | Жена мускетар (La Femme Musketeer)          | краљев приватни слуга |
| 2009. | Пенелопа                  | просилац #14          |
| 2009. | Неке друге приче          | гост на забави #1     |

### Позоришне улоге
| Год.  | Назив                       | Улога   |
| ----- | --------------------------- | ------- |
| 2005. | Драга Елена Сергејевна      |         |
| 2005. | Ана Каренјина               | адвокат |
| 2006. | Виктор или дјеца на власти  | лекар   |
| 2007. |                             |         |
| 2008. | Најбоља јуха! Најбоља јуха! |         |